# William Stephens (Politiker, 1859)

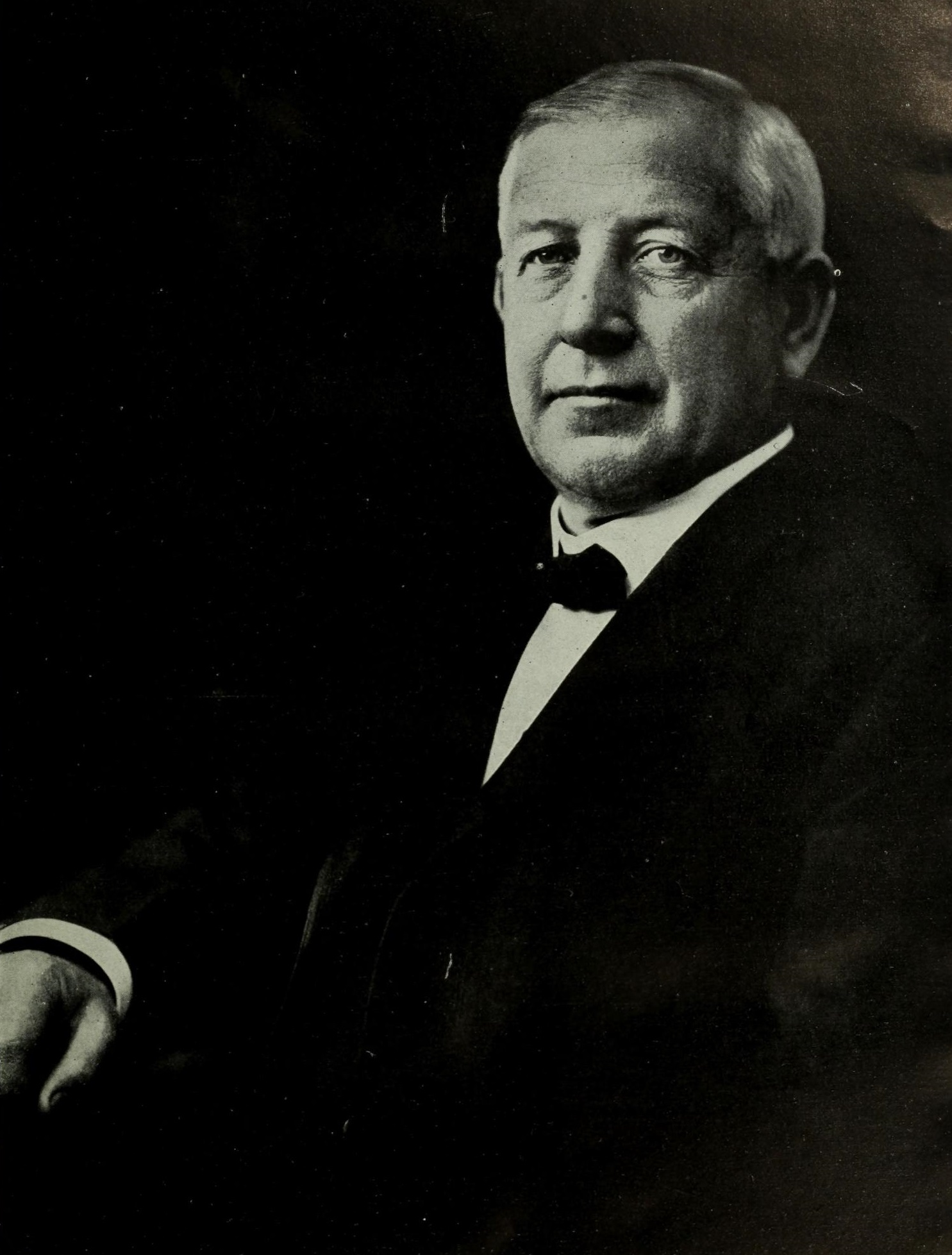
William Stephens, 1920

William Dennison Stephens (* 26. Dezember 1859 in Eaton, Ohio; † 25. April 1944 in Los Angeles, Kalifornien) war ein US-amerikanischer Politiker der Republikanischen Partei. Er war von 1917 bis 1923 der 24. Gouverneur von Kalifornien und saß von 1911 bis 1916 für diesen Bundesstaat als Abgeordneter im US-Repräsentantenhaus.

## Frühe Jahre und politischer Aufstieg
William Stephens war das dritte von neun Kindern von Martin und Alvira Stephens. Nach Abschluss der Eaton High School im Jahr 1876 arbeitete er drei Jahre lang als Lehrer. Mit seinem Einkommen musste er seine große Familie unterstützen. Danach heuerte er bei der Eisenbahn an und war beim Bau von Eisenbahnlinien in Ohio, Iowa, Indiana und Louisiana beteiligt. 1887 musste er die Stellung bei der Eisenbahn aufgeben und seine Familie nach Los Angeles, Kalifornien, begleiten. Dies war nötig geworden, weil seine Mutter erkrankt war und sich von dem Klima an der Westküste Besserung erhoffte. Diese Hoffnung erfüllte sich jedoch nicht und die Mutter starb innerhalb eines Jahres.
In Kalifornien war Stephens zunächst als Handelsreisender unterwegs, danach wurde er Partner eines großen Lebensmittelmarktes. Von nun an ging seine Karriere steil bergauf. Er nahm am politischen Geschehen seiner Stadt teil und wurde in einige Ausschüsse der Stadtverwaltung gewählt. Auch in der örtlichen Handelskammer nahm er einen führenden Platz ein. 1906 wurde er zur Zeit des Erdbebens in San Francisco kurzzeitig als Major bei der Nationalgarde eingesetzt. 1909 wurde er schließlich Vizepräsident der American National Bank. Außerdem wurde er, ebenfalls 1909, für zwei Wochen amtierender Bürgermeister von Los Angeles zur Überbrückung der Zeit zwischen dem Rücktritt des alten Bürgermeisters und der Einführung von dessen Nachfolger.
1910 wurde er als Mitglied der Republikanischen Partei ins US-Repräsentantenhaus gewählt. Dort verbrachte er bis 1916 drei Legislaturperioden, wobei er vorübergehend zur neuen Progressiven Partei übergetreten war. Nach Auflösung dieser Partei kehrte er zu den Republikanern zurück. Am 28. Februar 1916 starb in Kalifornien der bisherige Vizegouverneur John Morton Eshleman. Gouverneur Hiram Johnson ernannte nun William Stephens zu dessen Nachfolger. Aus diesem Grund musste Stephens seinen Sitz im Kongress aufgeben und nach Kalifornien zurückkehren.

## Gouverneur von Kalifornien

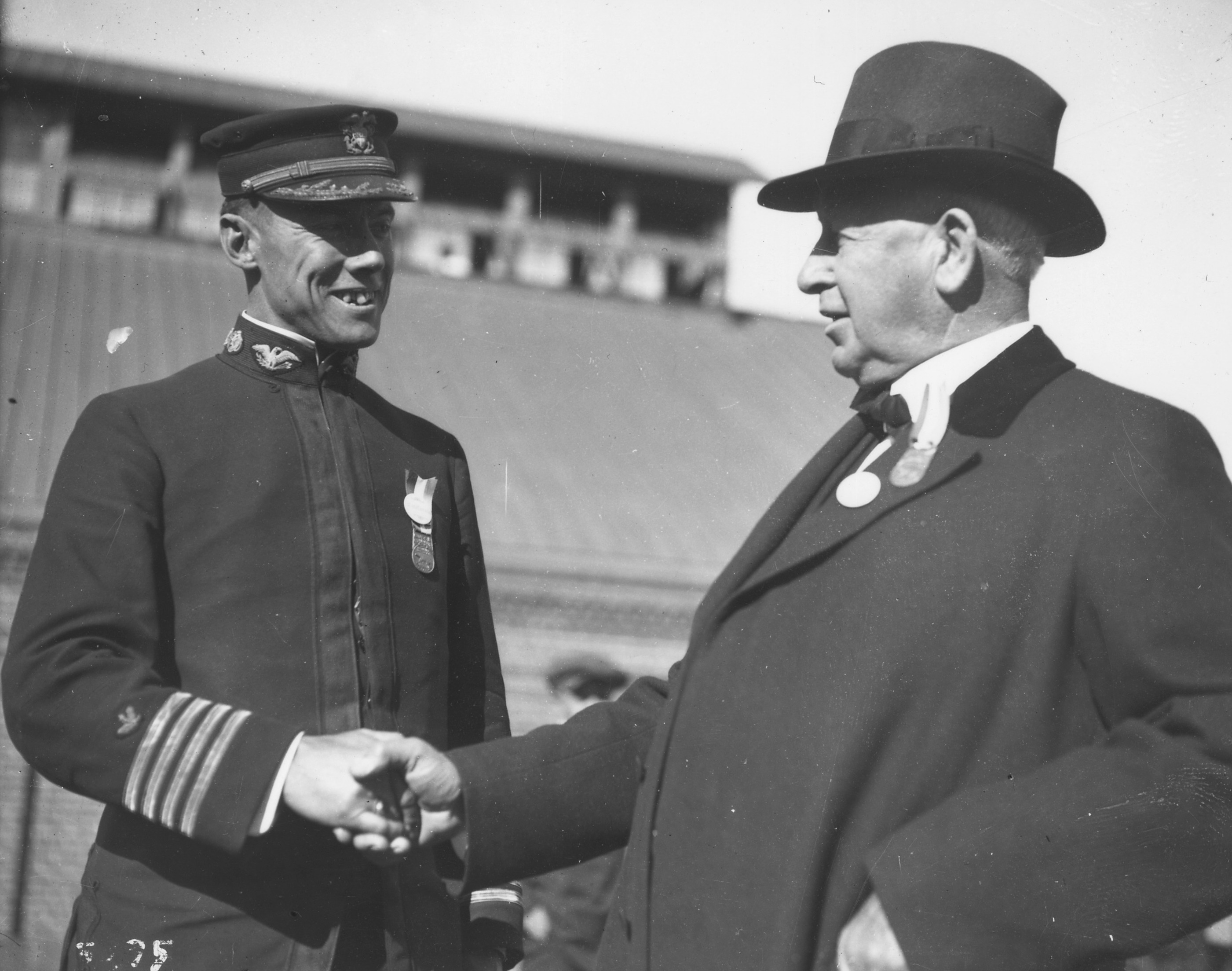
Gouverneur Stephens (rechts) mit einem Captain während einer Zeremonie, November 1919

Seine Amtszeit als Vizegouverneur sollte nicht lange währen, Gouverneur Johnson wurde Herbst 1916 in den Senat der Vereinigten Staaten gewählt und bei Amtsantritt im März 1917 legte er das Gouverneursamt nieder. Entsprechend der Staatsverfassung rückte Vizegouverneur Stephens nun zum 24. Gouverneur Kaliforniens auf. Wie auch Hiram Johnson war Stephens dem progressiven Flügel der Partei zuzurechnen, der sich für eine fortschrittliche Politik (etwa das Frauenwahlrecht und einen 8-Stunden-Arbeitstag) einsetzte. Stephens erklärte jedoch, sein Ziel als Gouverneur sei es vordergründig, die von Johnson initiierten Reformen zu optimieren, anstatt neue anzustoßen.
Fast sofort nach seinem Amtsantritt wurde er in politische Konfrontationen verwickelt, bei denen es um die Behandlung von zwei mutmaßlichen Bombenlegern ging, die für den Bombenanschlag beim Preparedness Day am 22. Juli 1916 in San Francisco verantwortlich gemacht wurden, bei dem zehn Personen getötet und 40 verletzt worden waren. Die beiden Angeklagten Thomas Mooney und Warren Billings waren Gewerkschaftsführer. Allerdings war ihre Beteiligung an dem Bombenanschlag nicht eindeutig nachzuweisen. In einem Schauprozess, der zeitweise in einer „Lynchmobatmosphäre“ ausgetragen wurde, wurden die beiden trotzdem zum Tode verurteilt. Der Gouverneur hielt die Urteile für gerecht, geriet weltweit jedoch wegen der unbewiesenen Schuldfrage in Kritik. Selbst Präsident Woodrow Wilson bat ihn, die Sache nochmals zu überdenken. Später fand eine von Wilson eingesetzte Kommission kaum Beweise für Mooneys Schuld. 1918 wurde das Strafmaß von der Todesstrafe in lebenslange Haft umgewandelt. Das Gleiche passierte mit Billings’ Strafmaß. Selbst nach erwiesener Unschuld dauerte es noch fast 23 Jahre, bis Mooney aus der Haft entlassen wurde. Die wahren Attentäter des Anschlags vom Juli 1916 konnten nie ermittelt werden. Die Auseinandersetzung um diese Frage im Jahr 1917 wurde immer radikaler und führte schließlich am 17. Dezember 1917 zu einem Anschlag auf die Villa des Gouverneurs. Dieser blieb unverletzt, die Bombe beschädigte aber Teile der Küche erheblich. Gleichzeitig versuchten die Arbeiterführer den Gouverneur unter Druck zu setzen und scheuten auch vor Erpressung nicht zurück. Stephens antwortete mit verschärften Gesetzen und gab dem Druck nicht nach.
Für die Gouverneurswahlen des Jahres 1918 wurde Stephens von den Republikanern erneut nominiert und anschließend für diesmal volle vier Jahre wiedergewählt. Er besiegte den früheren Demokraten Theodore A. Bell mit 56,3 Prozent der Stimmen deutlich. Für seinen Kontrahenten sprachen sich 36,5 Prozent der kalifornischen Wähler aus. Im Januar 1919 legte dann den Eid für eine komplette Wahlperiode ab. In der Folge setzte er sich für die Belange der heimgekehrten Soldaten des Ersten Weltkrieges ein und half ihnen bei der Wiedereingliederung in das Privatleben. Er war auch ein Befürworter des damals diskutierten und 1919 eingeführten bundesweiten Prohibitionsgesetzes. Die Einwanderungswelle aus dem asiatischen Raum, besonders aber aus Japan, betrachtete er mit großem Misstrauen. Er versuchte auch seine Gouverneurskollegen in anderen Staaten und die Bundesbehörden von seiner antijapanischen Einwanderungspolitik zu überzeugen. Stephens sah in den Japanern eine potenzielle Gefährdung der inneren Sicherheit nicht nur Kaliforniens, sondern der gesamten Vereinigten Staaten. Teile seiner Bedenken wurden dann 1924 in ein neues US-Einwanderungsgesetz übernommen. Für die Wahl des Jahres 1922 strebte er eine erneute Nominierung durch seine Partei an. Allerdings hatte sich die Stimmung zu seinen Ungunsten gedreht und er wurde nicht mehr nominiert. Aufgestellt wurde Friend Richardson, der den konservativen Parteiflügel repräsentierte und die anschließende Gouverneurswahl auch für sich entschied. Stephens Amtszeit lief turnusgemäß am 8. Januar 1923 aus.

## Lebensabend und Tod
Nach dem Ende seiner Amtszeit konnte er endlich seinen Traum verwirklichen und eine Anwaltskanzlei eröffnen, nachdem er es während seiner Gouverneurszeit geschafft hatte, in Kalifornien als Anwalt zugelassen zu werden. Er blieb weiterhin an den politischen Ereignissen interessiert, bewarb sich aber nicht mehr um ein öffentliches Amt und starb am 25. April 1944 im Alter von 84 Jahren in Los Angeles. Stephens war seit 1891 mit Flora Rawson bis zu deren Tod im Jahr 1931 verheiratet.